# 161 Eskadra IAF

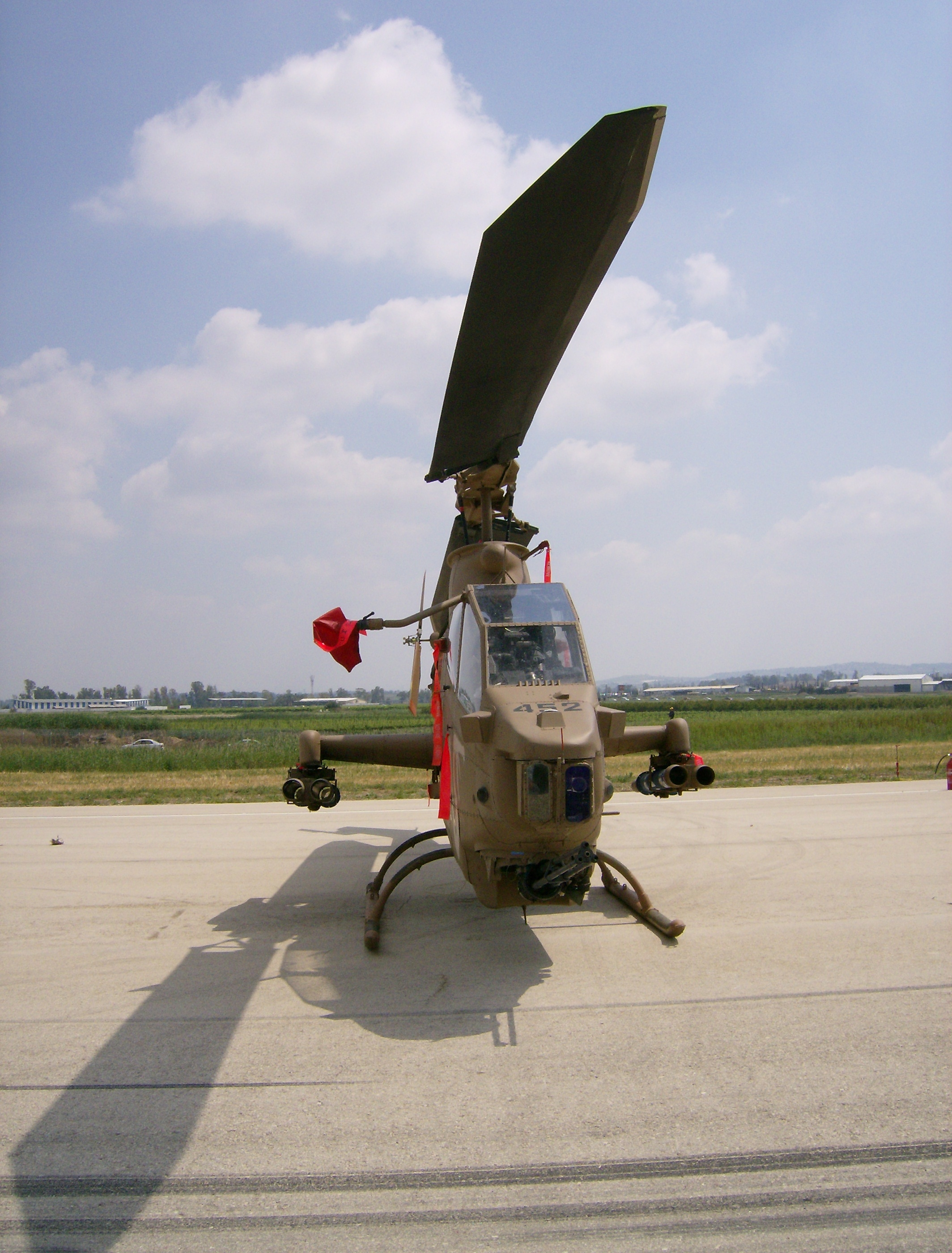
AH-1F Cobra.

161 Eskadra ("Północna Kobra") – eskadra helikopterów Sił Powietrznych Izraela, bazująca w Palmachim w Izraelu.

## Historia
Eskadra została sformowana w 1980 i składała się z helikopterów szturmowych AH-1G Cobra. W 1981 zwiększono liczbę maszyn Cobra i dodano lekkie helikoptery MD 500.
Izrael rozkazał dziesięć by dodatkowy AH-1F sprowadzał helikopterem 1993 uzupełnić eskadrę. In 2001, Izrael nabył 15 AH-1E helikoptery z USA Wojsko. Począwszy od 2005, 160 eskadra używa wyłącznie AH-1E/F transportuje helikopterem.
Podczas Wojny libańskiej w 1982 eskadra wzięła udział w walkach, niszcząc kilka syryjskich czołgów, tracąc przy tym 1 własny helikopter. W 1993 wzmocniono eskadrę o dodatkowych 10 helikopterów AH-1F, a w 2001 o 15 helikopterów AH-1E. Począwszy od 2005 eskadra używa wyłącznie maszyn w wersjach AH-1E/F.
Podczas drugiej wojny libańskiej w 2006 roku eskadra uczestniczyła w wielu zadaniach bojowych, udzielając bezpośredniego wsparcia na polu walki.

## Wyposażenie
Na wyposażeniu 161 Eskadry znajdują się następujące helikoptery:
- helikoptery szturmowe AH-1E/F Cobra.